# J. Allen Hynek
Josef Allen Hynek (1 de mayo de 1910 - 27 de abril de 1986) fue un astrofísico, profesor y ufólogo estadounidense.

## Biografía
Josef Allen es recordado por su investigación sobre el fenómeno ovni. Intervino como asesor científico en tres estudios ufológicos: el Proyecto Sign (1947-1949), el Proyecto Grudge (1949-1952) y el Proyecto Libro Azul (1952-1969). Posteriormente y durante décadas se dedicó a investigar el fenómeno ovni por su cuenta.
Participó como asesor en la película de Steven Spielberg Close Encounters of the Third Kind (1977) además de hacer un cameo.
Su hijo Joel Hynek ganó un premio Óscar por efectos especiales, debido a su diseño de tipo camuflaje en la película Depredador, de 1987.
El 27 de abril de 1986, falleció en el Memorial Hospital de Scottsdale debido a un tumor cerebral maligno.

## Obras
- The UFO Experience: A scientific enquiry (1972) ISBN 978-1-56924-782-2
- The Edge of Reality: A progress report on the unidentified flying objects, con Jacques Vallée (1975) ISBN 978-0-8092-8150-3
- The Hynek UFO Report (1977)
- Night Siege—The Hudson Valley UFO Sightings, con Philip Imbrogno y Bob Pratt (1987)